# Устюжанинский сельсовет
Устюжанинский сельсовет — сельское поселение в Ордынском районе Новосибирской области Российской Федерации.
Административный центр — деревня Устюжанино.

## История
Статус и границы сельского поселения установлены Законом Новосибирской области от 2 июня 2004 года № 200-ОЗ «О статусе и границах муниципальных образований Новосибирской области»

## Население
| 2002 | 2010 | 2012 | 2013 | 2014 | 2015 | 2016 |
| ---- | ---- | ---- | ---- | ---- | ---- | ---- |
| 1237 | ↘897 | ↘867 | ↘841 | ↗858 | ↘833 | ↘799 |
| 2017 | 2018 | 2019 | 2020 | 2021 |      |      |
| ↘786 | ↘759 | ↘750 | ↘738 | ↘727 |      |      |

## Состав сельского поселения
| № | Населённый пункт | Тип населённого пункта          | Население |
| - | ---------------- | ------------------------------- | --------- |
| 1 | Пушкарёво        | деревня                         | ↘270      |
| 2 | Средний Алеус    | село                            | ↘201      |
| 3 | Устюжанино       | деревня, административный центр | ↘426      |